# Андреев, Афанасий Иванович
Афана́сий Ива́нович Андре́ев (10 февраля 1926 — 28 июля 1993) — передовик советского сельского хозяйства, звеньевой колхоза «Объединение» Кожевниковского района Томской области, Герой Социалистического Труда (1948).

## Биография
Родился в 1926 году в русской крестьянской семье в селе Сафроновка Богородского района Томского округа Сибирского края РСФСР.
Завершил обучение в школе. 
В годы Великой Отечественной войны трудоустроился в местный колхоз. Из-за отсутствия мужского населения в колхозе в 1944—1945 году был назначен председателем Новопокровского сельского совета. 
После 1945 был мобилизован в ряды Советской армии. После демобилизации со службы вернулся в родное село. Стал трудиться звеньевым в колхозе «Объединение». В 1947 году достиг наивысшего производственного результата — получил пшеницы 30,9 центнеров с гектара на площади 8,5 гектар. 
Указом Президиума Верховного Совета СССР от 30 марта 1948 года за достижение высоких показателей в производстве продукции сельского хозяйства Афанасию Ивановичу Андрееву было присвоено звание Героя Социалистического Труда с вручением ордена Ленина и медали «Серп и Молот».
Продолжал работать в колхозе, позже стал бригадиром. Окончив сельскохозяйственную школу по подготовке кадров, в 1951 году назначен председателем колхоза имени Чкалова в селе Песочно-Дубровка. После укрупнения в 1956 году стал агрономом объединенного хозяйства. До выхода на пенсию работал рабочим совхоза «Дубровский». 
Умер 28 июля 1993 года. Похоронен в родной деревне.

## Награды
За трудовые успехи был удостоен:
- золотая звезда «Серп и Молот» (30.03.1948)
- два ордена Ленина (19.03.1947, 30.03.1948)
- другие медали.